# قسطنطين الثاني (ابن قسطنطين الثالث)
قسطنطين الثاني (توفي في وقت مبكر 411) كان قيصرًا أو وريثًا لأبيه الإمبراطور قسطنطين الثالث من 407 إلى 409 وشريكًا للإمبراطور مع قسطنطين والإمبراطور الروماني الغربي هونوريوس من عام 409 حتى وفاته. كان قسطنطين راهبًا قبل أن يصبح والده إمبراطورًا في بريطانيا في أوائل عام 407. تم استدعاء قسطنطين إلى البلاط الإمبراطوري الجديد، في بلاد الغال، وتم تعيينه في منصب قيصر وتزوج بسرعة حتى يمكن تأسيس سلالة. في هسبانيا، أقارب هونوريوس صعدوا عام 408 وطردوا إدارة قسطنطين. تم إرسال جيش تحت قيادة الجنرالات قسطنطين وجيرونتيوس للتعامل مع هذا الأمر وأعيد تأسيس سلطة قسطنطين. اعترف هونوريوس بقسطنطين كإمبراطور مشارك في أوائل عام 409، ورفع قسطنطين على الفور إلى منصب الإمبراطور المشارك، نظريًا في مرتبة هونوريوس وكذلك قسطنطين. في وقت لاحق في 409 تمرد جيرونتيوس، وأعلن أن موكله إمبراطور ماكسيموس وحرض الجماعات البربرية في بلاد الغال على الانتفاض. تم إرسال قسطنطين لسحق التمرد، لكنه هُزم وانسحب إلى آرل. في 410، تم إرسال قسطنطين إلى هسبانيا مرة أخرى. عزز جيرونتيوس جيشه بالبرابرة وهزم كونستانس. انسحب الأخير شمالًا وهزم مرة أخرى وقتل في فيينا في وقت مبكر من عام 411. ثم حاصر جيرونتيوس قسطنطين في آرل.

## خلفية

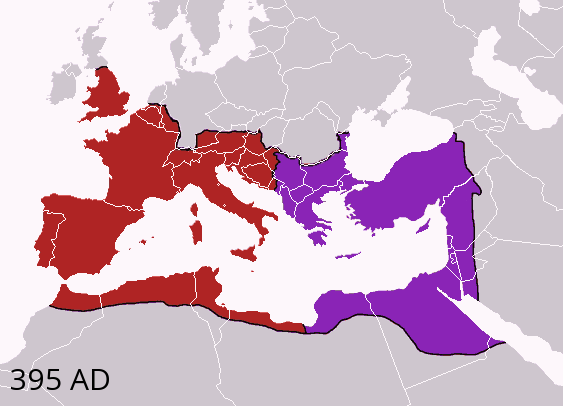

بعد وفاة الإمبراطور الروماني ثيودوسيوس الأول عام 395، انقسمت الإمبراطورية الرومانية بين ولديه: أصبح أركاديوس إمبراطورًا للإمبراطورية الرومانية الشرقية وهوروريوس في الغرب البالغ من العمر عشر سنوات.  كان هونوريوس قاصرًا وأصبح القائد العام ستيليشو مؤثرًا بشكل كبير وكان بحكم الأمر الواقع القائد الأعلى للجيوش الرومانية في الغرب.  كانت كل من الإمبراطوريات الشرقية والغربية تعاني من توغل مجموعات كبيرة من القبائل الجرمانية، والتي أشار إليها الرومان عمومًا باسم " البرابرة ".  خلال هذه الفترة كانت بريطانيا الرومانية تعاني من غارات من قبل سكوتي وساكسون وبكتس.  في عام 401 أو 402، احتاج ستيليشو إلى قوة بشرية عسكرية لخوض الحروب مع القوط الغربيين والقوط الشرقيين، وبالتالي جرد جدار هادريان من القوات.   

## مقدمة
في عام 406، كان ما ياقرب من 6000 جندي من الجيش الروماني الميداني المتمركز في بريطانيا الرومانية غير راضين.    لم يتم دفع رواتبهم لعدة سنوات، وتركت مجموعة كبيرة للقتال في القارة قبل أربع سنوات ولم تعد، وتم تفكيك الدفاعات الساحلية لتشكيل جيش ميداني جديد وتم استبدال قائدهم.   ثاروا وقرروا اختيار زعيمهم. كان اختيارهم الأول رجلاً يدعى ماركوس عينوه إمبراطورًا. بعد فترة قصيرة، غير راضٍ عن أدائه، قتله وعينوا جراتيان. كما فشل في تلبية توقعات القوات وقتل بعد أربعة أشهر.  ثم اختاروا كقائد لهم رجلًا سمي على اسم الإمبراطور الشهير قسطنطين الكبير في أوائل القرن الرابع، والذي وصل إلى السلطة بنفسه من خلال انقلاب عسكري في بريطانيا. كان فلافيوس كلاوديوس كونستانتينوس   جنديًا عاديًا  وفي أوائل عام 407، ربما في فبراير، اعتبره زملاؤه إمبراطورًا.   
لم يكن التمرد في بريطانيا الرومانية غريبًا، فقد وصفها معاصر بأنها "مقاطعة غنية بالمغتصبين ". كان على هامش الإمبراطورية وكان هناك رأي مشترك بأنه تم التغاضي عنه من حيث الموارد والمحسوبية.  ومع ذلك، فإن مثل هذه الثورات عادة ما تكون قصيرة الأجل. لم يكن قسطنطين شائعًا في إنشاء قاعدة قوة دائمة وفي تصدير تمرده بنجاح إلى البر الرئيسي.  تحرك قسطنطين سريعًا: عين الجنرالات في بلاد الغال وعبر القناة في بونونيا (بولوني الحديثة). لقد أخذ معه كل القوات المتحركة البالغ عددها 6000 أو نحو ذلك المتروكة في بريطانيا وقائدهم الجنرال جيرونتيوس. أعلن عنه الجيش الروماني في بلاد الغال،  وتبعته الإدارة المدنية في هسبانيا (إسبانيا والبرتغال الحديثة).  لم تستجب السلطات الرومانية المركزية للغزو الجرماني، بينما تمكنت قوات قسطنطين من التغلب على مواجهة واحدة على الأقل مع الفاندال. تفاوض قسطنطين أيضًا على اتفاقيات مع التجمعات الجرمانية للفرنجة والألماني والبرغنديين، وبالتالي تأمين خط نهر الراين. انتقلت قوة الفاندال الرئيسية وحلفاؤهم إلى شمال بلاد الغال (بلجيكا الحديثة).  

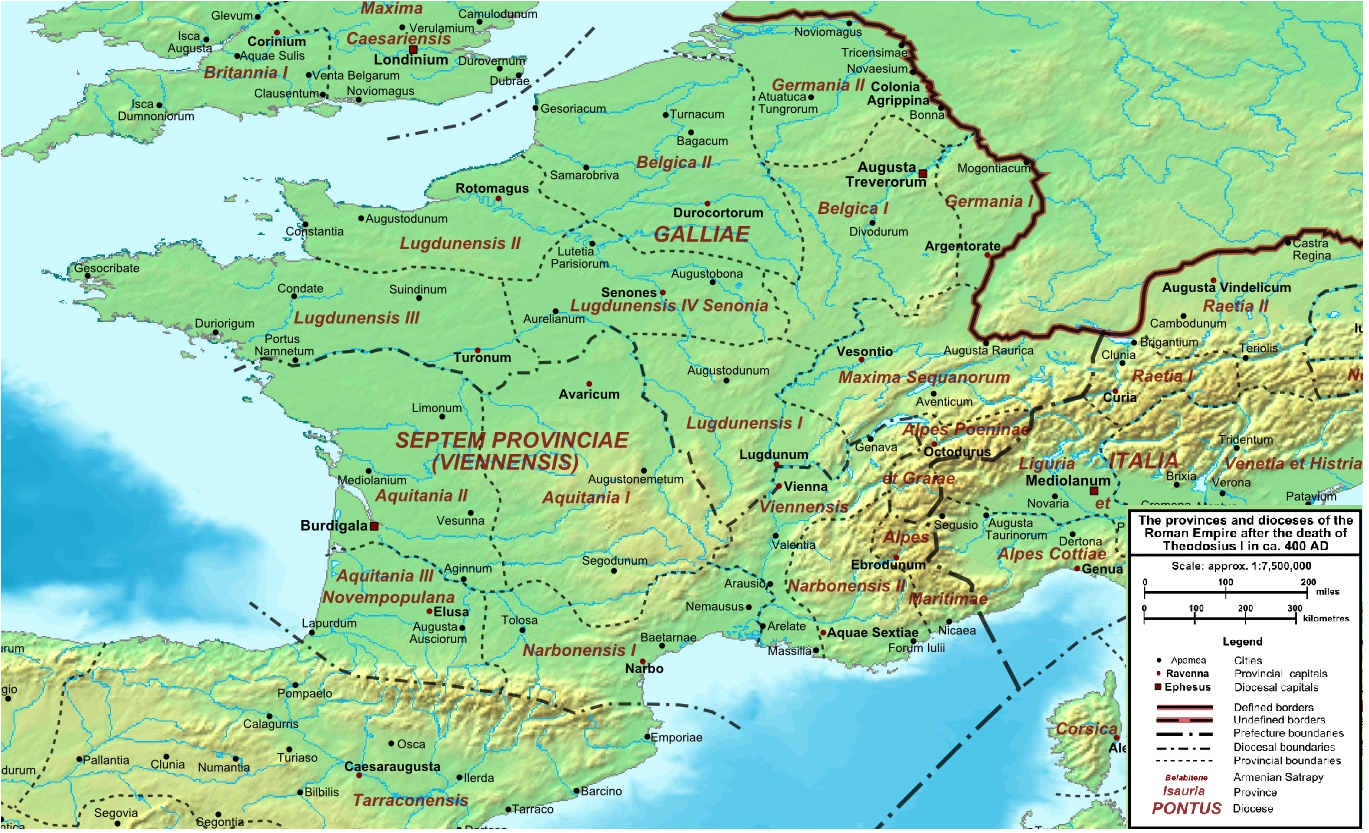
الرومان الغال في وقت كونستانس

كان الإمبراطور الروماني الغربي هونوريوس وقائده العام ستيليشو في صراع مع الإمبراطورية الرومانية الشرقية وكان لهما تحالف ضعيف مع قوة كبيرة من القوط الغربيين تحت قيادة ألاريك.  وقعوا بين تهديدات مختلفة أرسلوا جيشًا صغيرًا بقيادة ساروس القوطي الغربي لإخماد ثورة قسطنطين بينما كان جيش ستيليشو الرئيسي ينتظر الأحداث.  هزم ساروس أحد جيوش قسطنطين في معركة ضارية. ثم تحرك قسطنطين شخصيًا ضد ساروس، لكنه حاصر في فالنسيا.   وصل جيش آخر، بقيادة جيرونتيوس وإدوبيتشوس ويتألف إلى حد كبير من فرانكس وألماني المجندين حديثًا، للتخفيف عن فالنسيا بعد أسبوع من الحصار. أُجبر ساروس على التراجع إلى إيطاليا.  مع هذا النجاح، فرض قسطنطين سيطرته على معظم بلاد الغال وجبال الألب التي تمر إلى إيطاليا. 

## حياة

### قيصر

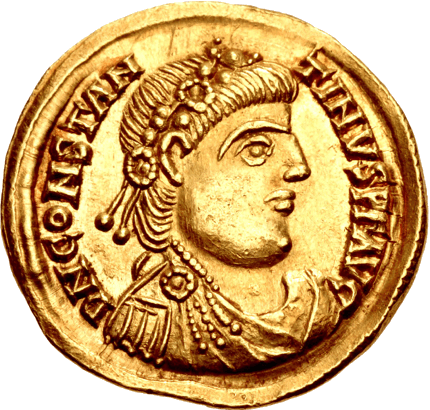
قسطنطين الثالث

لا يُعرف سوى القليل عن قسطنطين، الابن الأكبر لقسطنطين، قبل إعلان والده إمبراطورًا.  كان الابن الأكبر لقسطنطين راهبًا في الوقت الذي تمرد فيه والده، ولكن تم استدعاؤه إلى البلاط الإمبراطوري الجديد. عينه قسطنطين في منصب قيصر – منصب رسمي رفيع اعترف به أيضًا على أنه الوريث الواضح.   تزوج بسرعة حتى يمكن تأسيس سلالة.  بحلول مايو 408، استولى قسطنطين على آرل وجعلها عاصمته،  وتولى الإدارة والمسؤولين الإمبراطوريين الحاليين، وعين أبوليناريس رئيسًا للوزراء (بلقب محافظ بريتيوري).    تم تنصيب الأبطال كرئيس أساقفة مطيع لآرليس على الرغم من المعارضة المحلية.   بدأ قسطنطين في سك كميات كبيرة من العملات ذات النوعية الجيدة في آرل وأظهر أنه مساوٍ لكل من الإمبراطور الغربي و الشرقي. 
في أوائل عام 408، تم إرسال قسطنطين مع جيرونتيوس وجيشًا إلى هسبانيا.   كانت هسبانيا معقلًا لعائلة ثيودوسيوس،  ولكن عند هبوط قسطنطين الأولي في القارة، كان أنصار هونوريوس إما غير راغبين أو غير قادرين عسكريًا على معارضة توليه السيطرة. عندما بدا ساروس على وشك إنهاء ثورة قسطنطين، كان اثنان من أفراد عائلة هونوريوس – ديديموس وفرينيانوس – تمردوا وأطاحوا بنظام قسطنطين في هسبانيا. عندما انسحب ساروس إلى إيطاليا ، شجعت معرفة الجيش الجديد الكبير الذي يتجمع في تيسينوم بقصد إشراك قسطنطين قريبًا على الاستمرار وحتى محاولة إغلاق ممرات البرانس.  خشي قسطنطين من أن ينظم أبناء عموم هونوريوس هجومًا من هذا الاتجاه بينما هاجمته القوات بقيادة ساروس وستيليشو من إيطاليا في مناورة كماشة. لقد ضرب أولاً في هسبانيا.  أجبر جيش كونستانس وجيرونتيوس على المرور وتم تعزيزه. أسس قسطنطين نفسه في سرقسطة وأعاد بناء الإدارة المدنية. تولى جيرونتيوس الجيش وهزم بشكل حاسم أنصار هونوريوس في معركة في لوسيتانيا حيث تم القبض على ديديموس وفرينيانوس. مع عودة هسبانيا إلى سيطرة قسطنطين، ترك كونستانس زوجته الجديدة في سرقسطة وعاد إلى آرل ليبلغ والده. رافقه ديديموس وفرينيانوس وتم إعدامهما هناك كمتمردين مدنيين.  
في 1 مايو 408، توفي إمبراطور الإمبراطورية الشرقية، أركاديوس، تاركًا وريثًا عمره سبع سنوات، ثيودوسيوس الثاني . نشأ خلاف بين ستيليشو و هونوريوس، الذي رغب كل منهما في السفر إلى القسطنطينية – عاصمة الإمبراطورية الشرقية – لتمثيل مصالح الإمبراطورية الغربية. حصل ستيليشو على طريقه: كان من المقرر أن يغادر إلى الشرق بينما كان هونوريوس سيبقى في رافينا، عاصمة الإمبراطورية الغربية.   لكن الخلاف بينه وبين هونوريوس كان واضحًا. عملت المؤسسة الرومانية، بقيادة كبير البيروقراطيين أوليمبيوس، على معارضة ستيليشو من خلال نشر شائعات بأنه يرغب في السفر شرقًا لخلع ثيودوسيوس وتعيين ابنه، يوخيريوس، على العرش. في 13 أغسطس، كان هونوريوس يستعرض الجيش رسميًا على وشك الانطلاق من تيسينوم ضد قسطنطين. كان معه العديد من كبار ضباط ومسؤولي الإمبراطورية الغربية. تمردت القوات، وذبحوا أنصار ستيليشو لكنهم احترموا شخص الإمبراطور. سعى ستيليشو إلى الملاذ، ثم استسلم وأعدم في 22 أغسطس. 

## الإمبراطور المشارك
بدأت الأجزاء الأصلية في جيش إيطاليا، بتشجيع من أوليمبيوس،  في ذبح القوط: كانت زوجات وأطفال زملائهم الجنود الذين كانوا يعيشون في المدن الإيطالية، أحيانًا كرهائن علنيًا لأزواجهم وآبائهم، أهدافًا سهلة. هؤلاء القوط الذين تمكنوا من الفرار شمالاً وانضموا إلى ألاريك، مما زاد من قوته القتالية بشكل كبير. عبر ألاريك على الفور جبال الألب وتوجه جنوبًا عبر إيطاليا، مدمرًا الريف. خيم جيشه خارج روما وطالب بفدية ضخمة. 

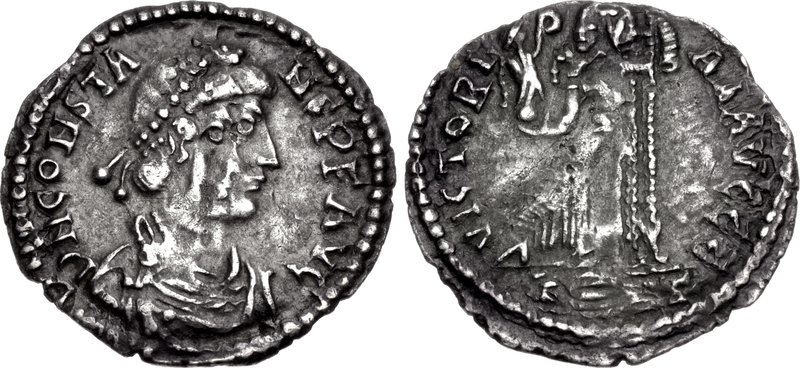
سيليكا من قسطنطين الثاني. العكس يحتفل بانتصاراته.

في أواخر عام 408 أرسل قسطنطين سفارة إلى رافينا. في حاجة إلى تهدئته، اعترف به هونوريوس كإمبراطور مشارك وأرسل رداءًا أرجوانيًا باعتباره اعترافًا رسميًا. كان الزوجان قناصل مشتركين مقابل 409. في هذا الوقت تقريبًا، رفع قسطنطين قسطنطين إلى منصب الإمبراطور المشارك، نظريًا في رتبة هونوريوس أو ثيودوسيوس، وكذلك قسطنطين. أخذ الاسم الملكي للإمبراطور قيصر فلافيوس كونستانس أوغسطس.    استمر هونوريوس في رفض التوصل إلى اتفاق مع ألاريك. وانتقامًا من القوط الغربيين، واصلوا التجوال عبر إيطاليا وابتزاز مبالغ طائلة من مدينة روما. رفع ألاريك إمبراطوره، السناتور بريسكوس أتالوس، دون جدوى. في 24 أغسطس 410 دخل القوط الغربيون روما ونهبوا المدينة لمدة ثلاثة أيام. 
في الربيع أو الصيف أُعيد 409 قسطنطين إلى هسبانيا. إما قبل أن يغادر كونستانس آرل أو أثناء سفره، تمرد جيرونتيوس وأعلن أن موكله إمبراطور ماكسيموس. كان ماكسيموس شخصية مهمة في حد ذاته، لكن كان من الواضح أنه كان يسيطر عليه جيرونتيوس.   أقاموا محكمة في تاراكو (تاراغونا الحديثة). كان جيرونتيوس قلقًا من أنه لن يكون قادرًا على الصمود أمام القوة العسكرية التي يمكن أن يجلبها قسطنطين وحاول تحريض البرابرة الذين دخلوا بلاد الغال في أواخر عام 406 ضد قسطنطين. كانت هذه المناطق هادئة في شمال الإقليم، لكنها انطلقت الآن عبر بلاد الغال للأراضي الغنية من آكيتاين وناربونينسيس (جنوب وجنوب غرب فرنسا الحديث). لقد نشروا الدمار في جميع أنحاء هذه المناطق، مما أدى إلى رعب السكان. بالتركيز على التهديد من كونستانس، أضعف جيرونتيوس حامياته في ممرات البرانس وفي الخريف 409 من القوة البربرية دخلت هسبانيا.   في النهاية تمكن جيرونتيوس من الوصول إلى طريقة عمل مع بعض هذه المجموعات حيث زودته بالقوات العسكرية، مما مكنه من شن هجوم ضد كونستانس. 

## موت
في هذه الأثناء، حاول قسطنطين، بجيش بقيادة جنرال يدعى جوستوس، إخضاع جيرونتيوس. فشل، على الرغم من عدم معرفة التفاصيل، وعاد إلى آرل في ربيع 410. في نفس الوقت تقريبا عاد قسطنطين من غزو فاشل لإيطاليا. بالنظر إلى الصعوبات التي خلقها القوط الغربيون في إيطاليا، كان جيرونتيوس يعتبر تهديدا أكبر من هونوريوس. تم إرسال إدوبيتشوس مرة أخرى شمالا لجمع القوات من الفرنجة بينما عاد كونستانس لمواجهة جيرونتيوس بجيش جديد. التفاصيل غير واضحة مرة أخرى، ولكن يبدو من المحتمل أن جيرونتيوس كان يتقدم في وقت واحد على آرل. اشتبك الجيشان وهزم كونستانس. عاد إلى الشمال مع ما تبقى من جيشه، على أمل أن يعززه إدوبيتشوس. لكن جيرونتيوس أمسك به في فيينا، ربما في وقت مبكر من عام 411، هزم جيشه وقتل كونستانس. ثم سار جيش جيرونتيوس على آرل وحاصر قسطنطين.

## ما بعد الكارثة
في 411 عين هونوريوس جنرالًا جديدًا، فلافيوس كونستانتوس، الذي تولى جيش إيطاليا فوق جبال الألب ووصل إلى آرل بينما كان جيرونتيوس خارج المدينة. هجر العديد من قوات جيرونتيوس إلى قسطنطينوس وانسحب جيرونتيوس إلى هسبانيا مع البقية. هناك، في وضع ميؤوس منه، انتحر جيرونتيوس.   تولى جيش قسطنطينوس الحصار. في هذه الأثناء، رفع جوفينوس قواته في شمال بلاد الغال بين الفرنجة و الاماني،   ودمجهم مع جيش الغال الذي لا يزال مواليًا لقسنطينة وسار لمساعدة قسطنطين. هزم قسطنطينوس هذه القوة في كمين.  تلاشت آمال قسطنطين بعد أن تخلت عنه القوات التي تحرس نهر الراين لدعم مطالب آخر بالعرش الإمبراطوري، غاليك رومان جوفينوس، استسلم لقسطنطينوس مع ابنه جوليان الباقي على قيد الحياة.  على الرغم من الوعد بحياته، وتوليه لمنصب رجال الدين، قام قسطنطينوس بقطع رأس الجندي السابق وجوليان إما في أغسطس أو سبتمبر 411.  تم تثبيت رأسه على عمود وتم تقديمه إلى الإمبراطور هونوريوس في 18 سبتمبر. 
انسحب قسطنطينوس في مواجهة قوات جوفينوس. في عام 413 قام جيش القوط الغربيين المتحالفين مع هونوريوس بقمع تمرد جوفينوس.  تولى قسطنطينوس دور ستيليشو باعتباره القوة الرئيسية في الإمبراطورية الغربية والجنرال. كان قادرًا على نطاق واسع على استعادة الوضع للسلطات المركزية وتمكين إعادة الإعمار. تم تهدئة بلاد الغال، وتم إخضاع البرابرة في هسبانيا إلى حد كبير، واستقر القوط الغربيون على الأرض في آكيتاين كحلفاء رومانيين. لم يعد الحكم الروماني إلى بريطانيا بعد أن جرد قسطنطين دفاعاتها. 

## أسطورة
في تاريخ جيفري أوف مونماوث، هيستوريا ريجوم بريتانيا، يُعرف قسطنطين الثالث أيضًا باسم قسطنطين الثاني ملك بريطانيا وانتخب قسطنطين من قبل البريطانيين ملكًا لهم بعد وفاة قسطنطين. ومن ثم، أصبح كونستانس، من خلال شقيقه الأصغر أوثر بندراغون، عم الملك الأسطوري آرثر.